# 大野港駅
大野港駅（おおのみなとえき）は、石川県金沢市大野町2丁目に存在した北陸鉄道金石線の駅である。1971年（昭和46年）に廃駅となった。

## 概要
金石線の終点で、河北潟から日本海に流れる大野川の河口付近に位置している。

## 歴史
- 1923年（大正12年）8月22日：金石電気鉄道の金石駅 - 当駅間が開業。
- 1943年（昭和18年）10月13日：合併により北陸鉄道の駅となる。
- 1971年（昭和46年）9月1日：金石線全線廃止により廃駅。

## 駅構造
駅舎に面して単式ホーム（旅客ホーム）1面1線と側線1本があり、渡り線があって機回しが可能だった。

## 廃止後
代替バス路線の終点となっており、待合室と転回場がある。

## 隣の駅
北陸鉄道
金石線
無量寺駅 - 大野港駅